# Високочастотний шахтний зв'язок
Високочастотний шахтний зв’язок (рос. высокочастотная связь шахтная, англ. carrier-current commu-nication, high frequency communication; нім. Hochfrequenzverbindung f) – вид радіозв’язку у підземних виробках з використанням для передачі електромагнітних коливань шахтної кабельної мережі, металевих канатів, інших металевих конструкцій або спеціально прокладеного провідника. Найпоширеніший робочий діапазон частот 30...300 КГц.

## «Чиста» гірнича виробка
У підземному радіозв'язку — виробка, в якій відсутні металеві провідники, які використовуються в системах високочастотного підземного зв'язку.